# إلتريت

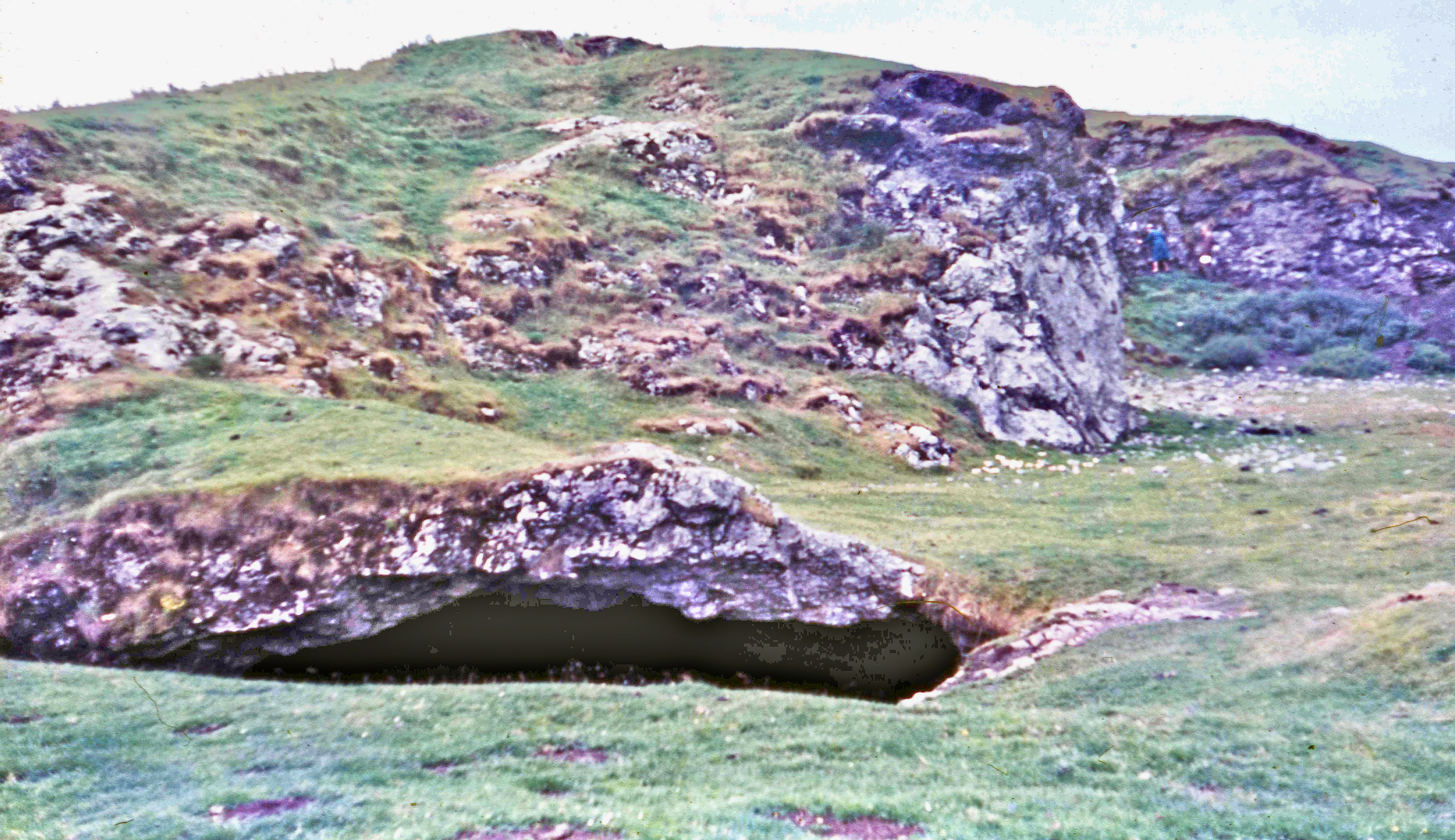
كهف من إلَتْرِيت

الإِلَتْرِيت ويُسمى البيتومين المرن أو المطاط المعدني، هو كربون مائي بني يختلف في الاتساق، ويكون ناعمًا ومرنًا ولزجًا مثل المطاط الهندي وأحيانًا يكون صلبًا وهشًا. يغلب فيه اللون البني الغامق والشفاف قليلًا.